# حمامات أنطونيوس بقرطاج

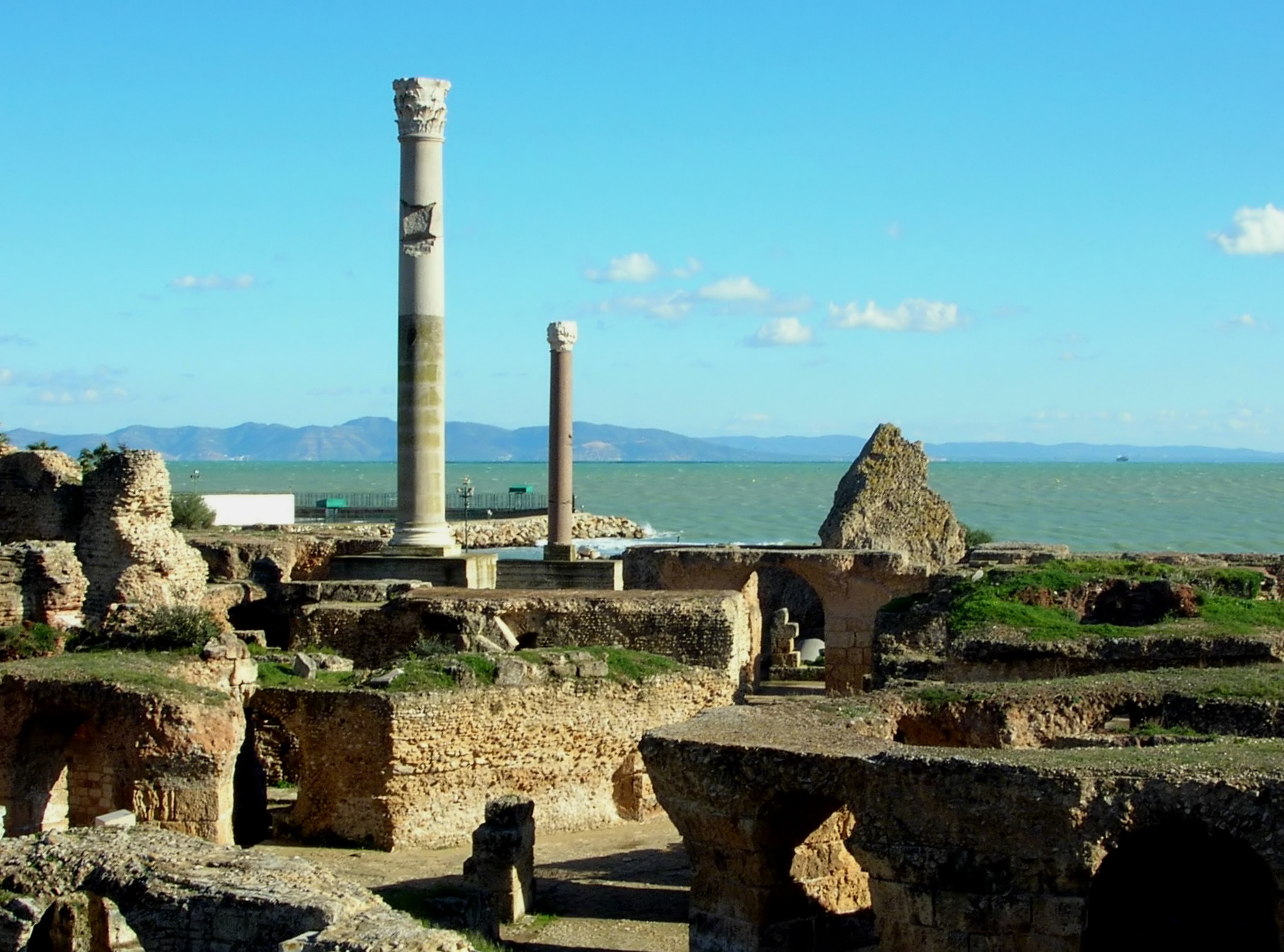
آثار حمامات أنطونيوس بقرطاج

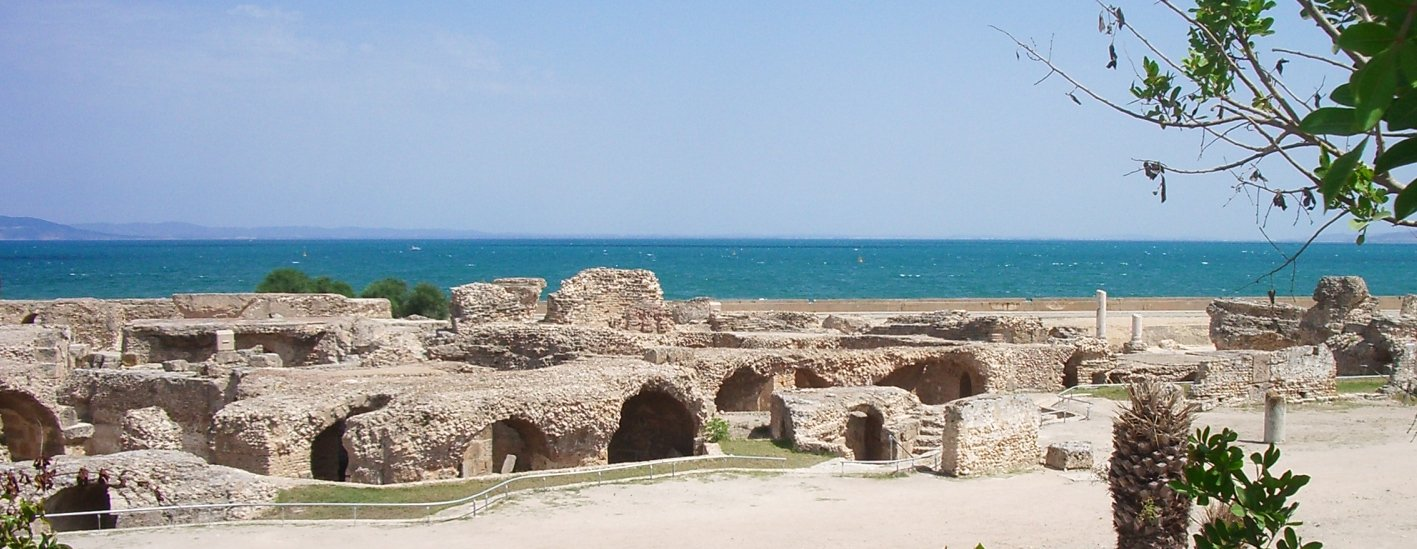
بقايا الحمامات الحرارية القريبة من البحر

خريطة مواقع قرطاج الأثرية. حمامات أنطونيوس عدد 14

حمامات أنطونيوس بقرطاج هي من أكبر الحمامات الرومانية بإفريقيا و واحدة من أكبر ثلاث حمامات بنيت في الإمبراطورية الرومانية. حمامات أنطونيوس هي الوحيدة المتبقية في قرطاج والتي تعود تاريخها إلى عهد الإمبراطورية الرومانية. بدأت الحفريات الأثرية خلال الحرب العالمية الثانية، و إنتهت بإنشاء منتزه أثري للموقع. تقع الحمامات بالقرب من قصر قرطاج الرئاسي و تعتبر واحدة من أهم معالم السياحة في تونس. تدخل حمامات أنطونيوس ضمن المواقع الأثرية بقرطاج المصنفة كقائمة التراث العالمي من اليونسكو.